# Junk Science (Band)
Junk Science ist eine US-amerikanische Hip-Hop-Gruppe, bestehend aus dem Rapper Baje One und dem Produzenten DJ Snafu. Das Duo formierte sich in den Mittneunzigern in Brooklyn, New York.

## Geschichte
In den Neunzigerjahren lernten sich Baje One und Snafu an der Highschool kennen und fingen an, an Wochenenden zusammen Musik zu machen. 2003 zogen sie zusammen und begannen an ihrem Debütalbum Feeding Einstein zu arbeiten, welches 2005 über Embedded Records veröffentlicht wurde. Vom Hip-Hop-Magazin URB bekam das Album das Urteil  „simply superb“ („einfach großartig“). Ebenfalls 2005 gewann die Gruppe mit dem Lied Roads den NextUp-Song-Contest und gewann damit ein Musikvideo-Dreh mit dem Regisseur Andrew Gura, der unter anderem schon Musikvideos für Madlib, MF Doom oder Nas produziert hatte.
Durch den Erfolg ihres Debütalbums in der Indie-Rapszene zogen sie die Aufmerksamkeit des New Yorker Untergrund-Labels Definitive Jux auf sich, welches Junk Science unter Vertrag nahm und 2007 ihr zweites Album Gran’Dad’s Nerve Tonic veröffentlichte. Darauf folgte eine Tour durch die USA zusammen mit Del Tha Funkee Homosapien, A-plus von Souls of Mischief und Devin the Dude.
Als sich Definitive Jux im Jahr 2010 auflöste, gründete Baje One sein eigenes Label Modern Shark mit Sitz in Brooklyn. Dort erschien im Mai 2010 das dritte Album des Duos A Miraculous Kind of Machine.
2011 veröffentlichten Junk Science das Album Phoenix Down zusammen mit Rapper Scott Thorough, der ebenfalls bei Modern Shark unter Vertrag steht. Alle Instrumentals auf dem Album wurden mit den gleichen Synthesizern produziert, mit denen auch die Soundtracks für die Videospiele The Legend of Zelda, Contra und Ninja Garden produziert wurden. Das Album wurde digital veröffentlicht und kam in limitierter Edition auch als USB-Stick in Form einer verpixelten Feder auf die Verkaufsliste der Modern-Shark-Website.

## Diskografie
Solo
- 2005: Feeding Einstein (Embedded Music)
- 2007: Gran’Dad’s Nerve Tonic (Definitive Jux)
- 2010: A Miraculous Kind of Machine (Modern Shark)

Kollaborationen
- 2011: Phoenix Down (zusammen mit Scott Thorough) (Modern Shark)[2]